# Peglio
Peglio – miejscowość i gmina we Włoszech, w regionie Marche, w prowincji Pesaro i Urbino.
Według danych na rok 2004 gminę zamieszkiwało 726 osób, 36,3 os./km².